# Internationale Bauausstellung IBA Basel 2020
Die Internationale Bauausstellung IBA Basel 2020 ist eine Internationale Bauausstellung (IBA), die im Zeitraum von 2010 bis 2021 in der trinationalen Agglomeration Basel stattfand. Sie stand unter dem Motto „Gemeinsam über Grenzen wachsen“ und war die erste IBA, welche das deutsche Format in andere Staaten überträgt und Nationalgrenzen überschreitend auf dem Gebiet dreier Länder (Deutschland, Frankreich, Schweiz) gleichzeitig stattfindet. Ziel ist die prozessorientierte Suche nach Lösungen für die nachhaltige und integrierte Entwicklung eines durch territoriale, politische und kulturelle Grenzen zerstückelten öffentlichen Raums.

## Ausgangslage
Die Städte und Gebietskörperschaften der Agglomeration Basel haben eine lange Geschichte bei der grenzüberschreitenden Zusammenarbeit. Wichtige Etappen waren dabei die Gründung des Trinationalen Eurodistricts Basel (TEB) und die gemeinsame Entwicklungsstrategie bis 2020. Die im TEB zusammengeschlossenen Gebietskörperschaften haben beschlossen, von 2010 bis 2020 in diesem Raum eine Internationale Bauausstellung mit dem Grundthema der grenzüberschreitenden Entwicklung ins Leben zu rufen.

## Themen
Schwerpunkte der IBA Basel sind die drei Handlungsfelder Landschaftsräume, Stadträume und Zusammen leben als Agglomerationsthemen. Das Handlungsfeld Stadträume verbindet Raumplanungsaufgaben, Stadtentwicklungsprojekte und Mobilitätsangebote. Diese für Kommunen und Agglomerationsräume in der Umsetzung anspruchsvolle Verknüpfung dient neben der koordinierten Agglomerationsplanung dem effizienten Einsatz der öffentlichen und privaten Mittel. Die Landschaftsräume bergen ein großes Potenzial für diesen Wirtschafts- und Lebensraum. Landschafts-, Fluss-, Grenz- und andere Übergangsräume bieten bis dato noch wenig genutzte Entwicklungschancen für die Region. Im Handlungsfeld Zusammen leben will die IBA aus einer funktionalen Agglomeration mit selbständigen Gemeinden und Städten einen gemeinsamen Raum formen.

## Projekte
Die IBA-Projekte sollen dazu beitragen, gemeinschaftliche Räume und gemeinsame Verbindungen zwischen den Räumen und zwischen Menschen zu schaffen. Die IBA Basel soll Prozesse initiieren und Strukturen schaffen, wie Projekte grenzüberschreitend realisiert werden können.
Zu den rund 40 IBA-Projekte zählen etwa Infrastrukturprojekten wie die Verlängerung der Tramlinie 3 von Basel (CH) nach Saint-Louis (F), Bauprojekte wie IBA-Projekt 3Land, Planungen für einen neuen trinationalen Stadtteil im Dreiländereck, Landschaftsprojekte und kulturellen Projekten wie 24 Stops.

### Rheinufer
Die Rheinlandschaft zwischen Kembs (F) und Möhlin-Schwörstadt (CH/D) soll als gemeinsamer Lebens- und Erholungsraum entwickelt werden.

### Landschaftsraum Wiese
Für die Umgebung entlang des Flusses Wiese zwischen dem Nordosten von Lörrach (D) und seiner Mündung in den Rhein in Basel soll für seine nachhaltige Entwicklung ein Dachprojekt mit neuen Formen des Gebiets- und Prozessmanagements eingerichtet werden.

### Aktive Bahnhöfe
Das Dachprojekt Aktive Bahnhöfe soll lokalen Projekten die grenzüberschreitende Einbindung bieten. Ziel ist es, die Bahnhöfe zu modellhaften Pilotstandorten mit guter Anbindung und Orientierung sowie einem attraktiven Umfeld zu entwickeln. Es sollen Standards gesetzt werden, die an möglichst vielen Bahnhöfen der Agglomeration umgesetzt werden sollen.

### Transformationsgebiete
An den einzelnen Projektstandorten sollen neue Quartiere entstehen, die den Bewohnern der trinationalen Agglomeration neue Möglichkeiten des Wirtschaftens und Zusammenlebens eröffnen.

## Qualifizierungsprozess
2011 wurde ein öffentlicher Projektaufruf getätigt, der rund 130 Projektvorschläge auslöste. Diese wurden im September 2011 durch das wissenschaftliche IBA-Kuratorium anhand der Ausstellungskriterien überprüft sowie mit Empfehlungen zur Weiterbearbeitung vorqualifiziert. Rund 40 der so vorqualifizierten Projekte wurden auf einem Forum Anfang November 2011 in der „e-halle“ in Basel öffentlich vorgestellt. Für dieses Vorgehen – neben institutionellen Partnern breite Bevölkerungskreise an der Weiterentwicklung der IBA-Projekte zu beteiligen – wurde die IBA Basel im Herbst 2012 mit dem Werkbund Label des Deutschen Werkbundes Baden-Württemberg ausgezeichnet.
Auf Grundlage der in regelmäßig ausgesprochenen Empfehlungen von IBA-Kuratorium und -Geschäftsstelle, teilweise in Form von öffentlichen Hearings zwischen Kuratorium und Projektträgern, wurden und werden die Projekte Schritt für Schritt weiterentwickelt: Aus den Projektvorschlägen wurden zunächst Kandidaten ausgewählt, die je nach Projektfortschritt vor-nominiert, dann nominiert und schließlich bis 2020 mit dem IBA-Label ausgezeichnet werden sollen. Dieses stufenweise Qualifizierungsverfahren wurde von einigen nachfolgenden IBAs übernommen.
Fachveranstaltungen wie das IBA-Hochschullabor oder IBA-Kongresse sollen dazu beitragen, die Arbeiten und Projekte wissenschaftlich zu fundieren, zu stärken und inhaltliche Impulse zu geben.

In der zweiten Jahreshälfte 2013 wurden die IBA-Projekte im Rahmen einer Projektschau öffentlich vorgestellt. 
 Eine nächste Zwischenpräsentation soll im Herbst 2016 stattfinden.
Für Nominierung und „Label“-Vergabe zeichnete das IBA-Kuratorium in Zusammenarbeit mit der IBA-Geschäftsstelle sowie in letzter Instanz der IBA-Lenkungsausschuss verantwortlich.

## Struktur
Initiiert durch den heutigen Projektträger, den Trinationalen Eurodistrict Basel (TEB), wird die IBA Basel durch 19 Gebietskörperschaften finanziert. Auf deutscher Seite beteiligen sich der Landkreis Lörrach, die Städte Lörrach, Rheinfelden (Baden), Weil am Rhein und seit 2014 das Land Baden-Württemberg. Auf Schweizer Seite sind es die Kantone Basel-Stadt und Aargau sowie die Gemeinde Riehen, seit 2012 die Gemeinde Muttenz, seit 2013 die Gemeinde Münchenstein und seit 2014 die Gemeinde Dornach. Auf französischer Seite beteiligen sich das Département Haut-Rhin, die Communauté d’agglomération des Trois Frontières, de la Porte de Sundgau und du Pays de Sierentz sowie die Städte Saint-Louis, Huningue und Sierentz. 2012 ist die Stadt Mulhouse als assoziierter Partner auf Projektebene der IBA Basel beigetreten.

## Organisation
Die Organisation der IBA Basel setzte sich zusammen aus dem trinational besetzten IBA Büro, dem wissenschaftlichen IBA Kuratorium als Beratungsgremium und dem politischen IBA Lenkungsausschuss als Entscheidungsgremium. Ein technischer Ausschuss sollte die Verankerung in den Verwaltungen der drei Länder sichern und die IBA auf fachlicher Ebene unterstützen.

## Umsetzung
Die IBA Basel sollte 2020 das Präsentationsjahr erreichen, dann aber noch nicht abgeschlossen sein: angestoßene Prozesse sollen darüber hinaus wirken, die Ergebnisse und Schauplätze Ausgangspunkte für nachfolgende Arbeiten sein.
Mitte September 2016 wurde der „IBA-Kit“ wird eingeweiht, ein roter Container zur Präsentation und für den partizipativen Dialog mit und zwischen der trinationalen Bevölkerung.

### IBA Basel Expo
Vom 17. September 2016 bis zum 20. November 2016 wurde der Stand des IBA-Prozesses im Rahmen der Ausstellung „IBA Basel Expo“ der Öffentlichkeit in der Basler Voltahalle zugänglich gemacht.
Zeitgleich zur Eröffnung der IBA Basel Expo fand das „3Land-Fest“ statt, bei welcher ein Schleppschiff auf dem Rhein zwischen den Veranstaltungsorten in Hüningen, Weil am Rhein sowie dem Klybeckquai und dem Rheinpark in Basel: seine Route bezeichnet das von den drei Städten gemeinsam geplante trinationale „Quartier 3Land“.

### Abschlussausstellung
Die Abschlussausstellung der IBA Basel fand vom 13. Mai 2021 bis 6. Juni 2021 im Buckminster Fuller Dome auf dem Vitra Campus in Weil am Rhein statt und präsentierte dort eine Auswahl der 21 zertifizierten oder umgesetzten Projekte.